# Gunnar Tirén
Gunnar Tirén, född 24 maj 1905 i Kiruna, död 2 mars 1982 i Söderhamn, var en svensk läkare. Han var son till Karl Tirén.
Efter studentexamen i Söderhamn 1923 blev Tirén medicine kandidat 1927 och medicine licentiat vid Karolinska institutet i Stockholm 1935. Han var assistent och underläkare vid Carl-Otto Bragnums klinik i Stockholm 1930–36, innehade olika läkarförordnanden 1936–40, var underläkare vid Moheds sanatorium 1939–52, t.f. provinsialläkare vid olika distrikt 1936–49, i Norrala distrikt 1953-57 samt provinsialläkare i Vågbro distrikt från 1957.